# Rabal
Rabal é uma povoação portuguesa sede da Freguesia de Rabal do Município de Bragança, freguesia com 23,37 km² de área e 152 habitantes (censo de 2021), tendo, por isso, uma densidade populacional de 6,5 hab./km².

## Demografia
A população registada nos censos foi:
| Distribuição da População por Grupos Etários | Distribuição da População por Grupos Etários | Distribuição da População por Grupos Etários | Distribuição da População por Grupos Etários | Distribuição da População por Grupos Etários |
| -------------------------------------------- | -------------------------------------------- | -------------------------------------------- | -------------------------------------------- | -------------------------------------------- |
| Ano                                          | 0-14 Anos                                    | 15-24 Anos                                   | 25-64 Anos                                   | > 65 Anos                                    |
| 2001                                         | 18                                           | 17                                           | 98                                           | 63                                           |
| 2011                                         | 10                                           | 16                                           | 81                                           | 64                                           |
| 2021                                         | 6                                            | 8                                            | 62                                           | 76                                           |